# Robert Vaughn
Robert Francis Vaughn (Nova Iorque, 22 de novembro de 1932 - 11 de novembro de 2016) foi um ator de cinema, teatro e televisão estadunidense. Interpretou vários personagens marcantes, como o espião Napoleon Solo, na série dos anos 60 The Man from U.N.C.L.E.; o detetive Harry Rule, na série dos anos 70 The Protectors; o pistoleiro Lee em The Magnificent Seven; major Paul Krueger em The Bridge at Remagen; o conhecido general Hunt Stockwell, na quinta temporada da série dos anos 80 The A-Team; Ross Webster em Superman III e o veterano de guerra, Chester A. Gwynn, em The Young Philadelphians, que lhe rendeu uma indicação ao Oscar da Academia por melhor ator coadjuvante. Recebeu o Emmy Awards como ator coadjuvante em Washington: Behind Closed Doors.
Cogitava-se que era pai adotivo do diretor Matthew Vaughn, mas o sobrenome era apenas uma coincidência.

## Biografia
Robert Vaughn nasceu na cidade de New York, filho de dois atores: Marcella Gaudel, atriz de teatro e Gerald Walter Vaughn, ator de rádio novelas. Sua ascendência inclui irlandeses, franceses e alemães. Depois do divórcio dos pais, Robert foi morar em Minneapolis, com seus avós, enquanto a mãe viajava para atuar.
Estudou na North High School e depois ingressou na Universidade de Minnesota para cursar jornalismo. Ele largou o curso um ano depois e se mudou para Los Angeles com a mãe. Entrou então no Los Angeles City College, transferindo-se depois para a Los Angeles State College of Applied Arts and Sciences, onde recebeu o mestrado no curso do teatro. Continuou se aperfeiçoando na pós-graduação durante sua carreira de ator, onde obteve do título de Doutor em Comunicações pela University of Southern California, em 1970. Em 1972, publicou sua tese em livro, intitulado Only Victims: A Study of Show Business Blacklisting.

## Carreira

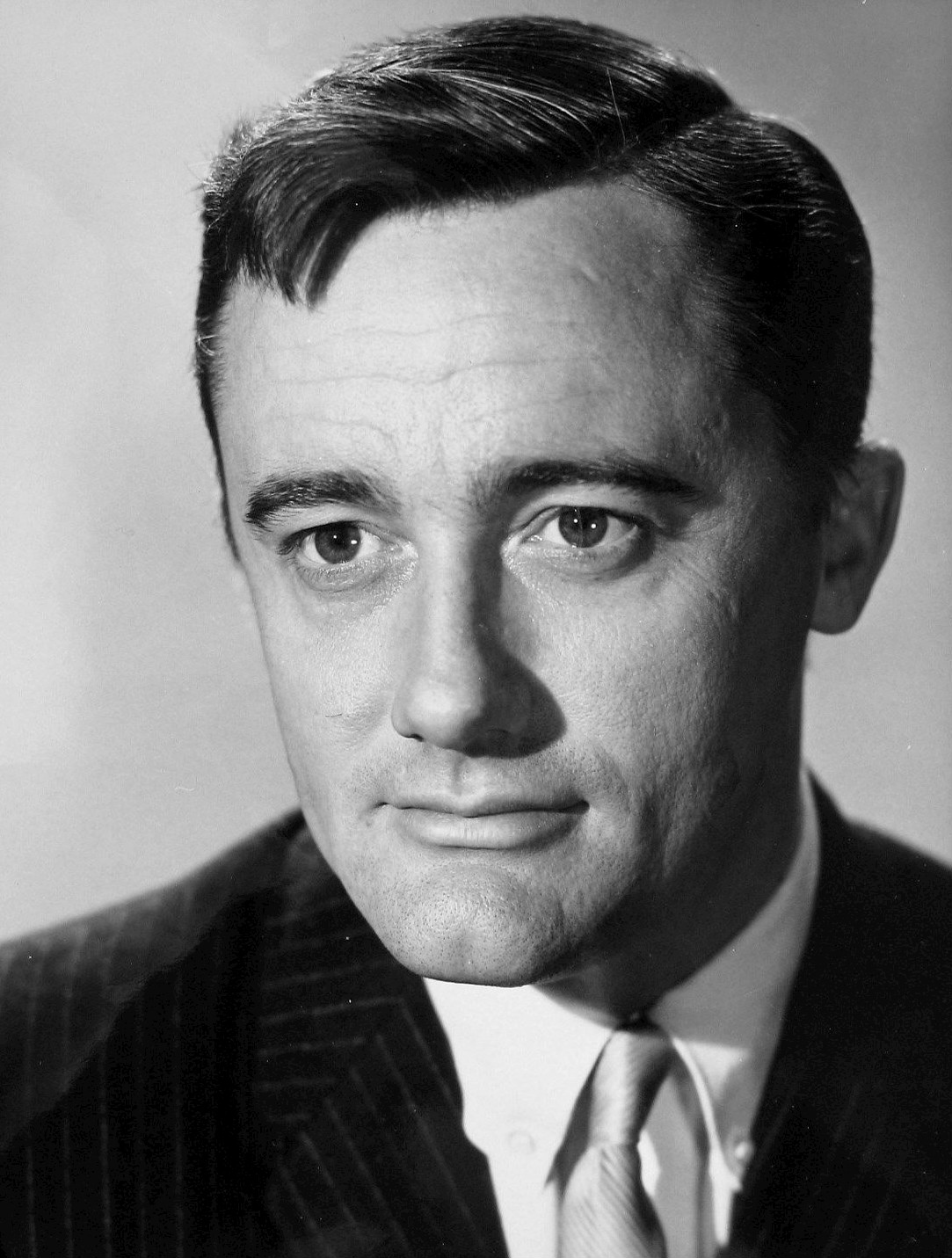
O ator como Napoleon Solo, um dos agentes secretos protagonistas da série de TV The Man from U.N.C.L.E., e um de seus personagens mais conhecidos

Robert Vaughn fez sua estreia na televisão em 21 de novembro de 1955, no episódio "Black Friday", da série de TV norte-americana Medic. A primeira aparição no cinema foi como um extra, sem créditos, em Os Dez Mandamentos (1956). O primeiro filme com créditos foi Hell's Crossroads (1957), onde ele interpreta do pistoleiro, Bob Ford, que matou o fora-da-lei Jesse James. Burt Lancaster o viu atuando na peça "End as a Man" e o contratou para atuar em Sweet Smell of Success, porém Robert foi convocado pelo Exército antes de poder começar a gravar. Robert chegou à patente de sargento.
Seu papel mais notável foi em The Young Philadelphians (1959), pelo qual foi nomeado pela Academia de Artes e Ciências Cinematográficas como Melhor Ator Coadjuvante.

## Política

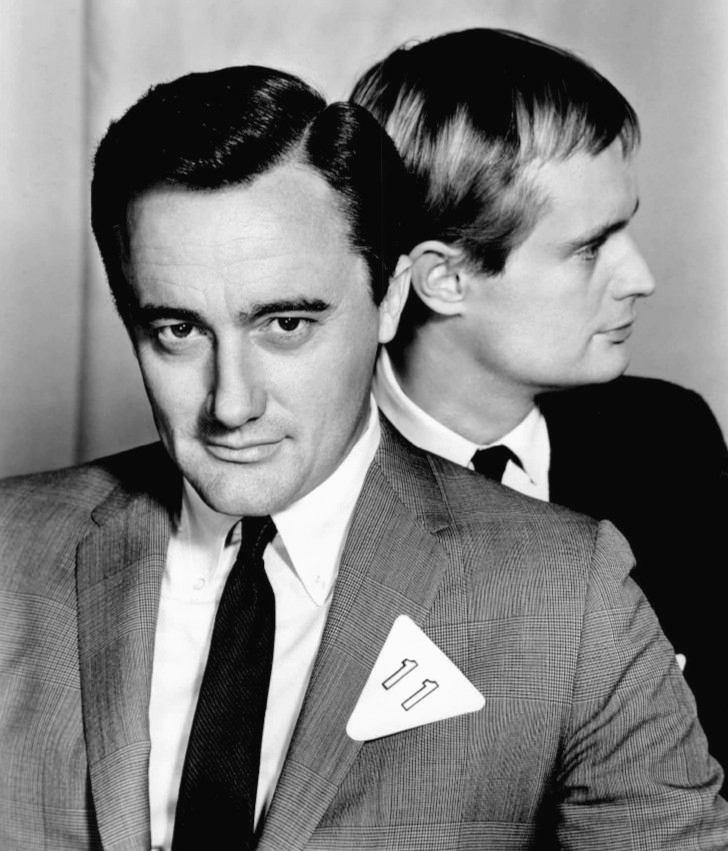
Vaughn como Napoleon Solo

Robert foi o primeiro ator popular nos Estados Unidos a se pronunciar publicamente sobre a Guerra do Vietnã e era ativista de grupos pacifistas, como o "Another Mother for Peace".  Com Dick Van Dyke e Carl Reiner, ele fundou o movimento "Dissenting Democrats". Na eleições presidenciais de 1968, ele apoiou o senador de Minnesota, Eugene McCarthy, que concorria como uma alternativa ao cargo de vice-presidente, pois o candidato Hubert Humphrey apoiou os esforços de guerra no Vietnã do presidente Lyndon Johnson.

## Vida pessoal e morte
Robert se casou com a atriz Linda Staab, em 1974. O casal adotou duas crianças, uma em 1976 e outra em 1981. A família mora em Ridgefield, Connecticut. Vaughn morreu em 11 de novembro de 2016, apenas 11 dias antes de seu aniversário de 84 anos, depois de lutar contra uma grave leucemia.
Por muitos anos, acreditou-se que Robert era pai do diretor Matthew Vaughn, porém já foi descoberto que o pai era o aristocrata inglês George de Vere Drummond, mas Matthew ainda usa o sobrenome artisticamente.

### Filmes
- The Ten Commandments (1956, Extra)
- Hell's Crossroads (1957)
- No Time to Be Young (1957)
- Teenage Caveman (1958)
- Good Day for a Hanging (1958)
- The Young Philadelphians (1959)
- The Magnificent Seven (1960)
- The Big Show (1961)
- The Caretakers (1963)
- To Trap a Spy (1964)
- The Spy with My Face (1965)
- One Spy Too Many (1966)
- One of Our Spies is Missing (1966)
- The Spy in the Green Hat (1966)
- The Glass Bottom Boat (1966; cameo como Napoleon Solo)
- The Venetian Affair (1967)
- The Karate Killers (1967)
- The Helicopter Spies (1968)
- How to Steal the World (1968)
- Bullitt (1968)
- If It's Tuesday, This Must Be Belgium (1969)
- The Bridge at Remagen (1969)
- The Mind of Mr. Soames (1970)
- Julius Caesar (1970)
- Clay Pigeon (1971)
- The Statue (1971)
- The Towering Inferno (1974)
- Wanted: Babysitter (1975)
- Demon Seed (1977; voz de Proteus IV, não creditada)
- Starship Invasions (1977)
- Brass Target (1978)
- The Lucifer Complex (1978)
- Good Luck, Miss Wyckoff (1979)
- Battle Beyond the Stars (1980)
- Cuba Crossing (1980)
- Virus (1980)
- Hangar 18 (1980)
- S.O.B. (1981)
- Superman III (1983)
- Great Transport (1983)
- Hour of the Assassin (1985)
- Black Moon Rising  (1986)
- The Delta Force (1986)
- They Call Me Renegade (1987)
- Killing Birds (1987)
- Skeleton Coast (1988)
- C.H.U.D. II: Bud the C.H.U.D. (1989)
- River of Death (1989)
- Transylvania Twist (1989)
- Nobody's Perfect  (1990)
- Buried Alive (1990)
- Witch Academy (1993)
- Joe's Apartment (1996)
- Menno's Mind (1997)
- Motel Blue (1997)
- McCinsey's Island (1998)
- BASEketball (1998)
- Pootie Tang (2001)
- Doug McPlug: The Life and Times (2003)
- Hoodlum & Son (2003)

### Televisão
- Medic (1955 participação especial como Dr. Charles A. Leale em Black Friday)
- Gunsmoke (1956 como Kid em "Cooter")
- State Trooper (1956 como Mitch em "Another Chance")
- Frontier (1956 como Cliff em "The Return of Jubal Dolan")
- Father Knows Best (1956 como Mr. Beekman no episódio "Betty Goes Steady")
- Tales of Wells Fargo (1957 como Billy the Kid no episódio "Billy the Kid")
- Whirlybirds (1958 como Dr. Bob. Dixon no episódio "Dr. Dixon")
- The Rifleman (1958 como Dan Willard no episódio "Billy the Kid")
- Wagon Train (1958 como Roy Pelham em "The John Wilbot Story"; Temporada 1; Episódio 37)
- Alfred Hitchcock Presents (1959 no episódio "Dry Run")
- Law of the Plainsman (1959 como Theodore Roosevelt  em "The Dude", e como Ross Drake em "The Innocents")
- Zorro (série de TV da Disney) como ator convidado (1958)
- Wichita Town (1959 como Frank Warren em "Passage to the Enemy")
- The Lineup (1959 como Bart Wade em "Prelude to Violence")
- Bronco (1959 como Xerife Lloyd Stover em "Borrowed Glory")
- The DuPont Show with June Allyson (1960 como Dr.Collins em "Emergency")
- Checkmate (1960 como Abner Benson em "Interrupted Honeymoon")
- Men into Space (1960 como Perry Holcomb em "Moon Cloud"
- The Rebel (1960 como Asa Bannister em "Noblesse Oblige")
- Laramie (1960 como Sandy Kayle em "The Dark Trail")
- The Man from Blackhawk (1960 como Hayworth em "Remember Me Not")
- Thriller (1961 como Dr. Frank Cordell em "The Ordeal of Dr. Cordell")
- The Asphalt Jungle (1961 como Warren W. Scott em "The Scott Machine")
- Target: The Corruptors (1961 como Lace no episódio "To Wear a Badge")
- Bonanza (1962 como Luke Martin em The Way Station)
- The Eleventh Hour (1962–63; 2 episódios)
- The Untouchables (1963 como Charlie Argos em "The Charlie Argos Story")
- The Virginian (1963 como Simon Clain em "If You Have Tears")
- The Lieutenant (1963-64)
- The Dick Van Dyke Show (1963 como Jim Darling em "It's A Shame She Married Me")
- The Man from U.N.C.L.E. (1964–68)
- The Girl from U.N.C.L.E. (1966; The Mother Muffin Affair)
- Please Don't Eat The Daisies (1966; cameo como Napoleon Solo em Say UNCLE)
- The Protectors (1972-74)
- The Woman Hunter (1972 telefilme)
- Columbo: Troubled Waters (1975)
- Columbo: Last Salute To The Commodore (1976)
- Captains and the Kings (1976 mini-série como Charles Desmond)
- Washington: Behind Closed Doors (1977; papel vencedor do Emmy)[10]
- The Feather and Father Gang (1977, no episódio "Murder at F-Stop II")
- Centennial (1978, mais tarde parte da mini-series)
- The Eddie Capra Mysteries (1978, como Charles Pendragon no episódio "Nightmare at Pendragon Castle")
- The Rebels (1979)
- Hawaii Five-O  (1979 como Rolande no episódio "The Spirit is Willie")
- Backstairs at the White House (1979 mini-série para TV como Woodrow Wilson)
- Trapper John, M.D. (1980; 2 episódios)
- Inside the Third Reich (1982 telefilme)
- The Day the Bubble Burst (1982 telefilme)
- The Blue and the Gray (1982 mini-série)
- The Return of the Man from U.N.C.L.E. (1983 telefilme)
- Silent Reach (1983 telefilme)
- The Last Bastion (1984 mini-série australiana) (Douglas MacArthur)
- Private Sessions (1985)
- Murrow (1986)
- Hunter (1989; "City Under Siege" partes 1-3 como Subchefe Curtis Moorehead)
- Murder, She Wrote (três participações especiais)
- Emerald Point N.A.S. (2 episódios)
- The A-Team (Temporada 5 como General Hunt Stockwell)
- Dark Avenger (1990; filme para TV, como comissário Peter Kinghorn)
- Law Offices of Mark E. Salomone (1990–; advertising) [11]
- Tatort (1992; série de TV alemã, episódio "Camerone")
- Danger Theatre (1993; apresentador, 7 episódios)
- Kung Fu: The Legend Continues (1993-1994 como Rykker em Dragoinswing e Dragoinswing II)
- Escape to Witch Mountain (1995; filme feito para televisão)
- Diagnosis Murder (1996 em "Murder Murder")
- The Nanny (1996 como o pai de Maxwell Sheffield em Me and Mrs Joan)
- Walker, Texas Ranger (1996 como Dr. Stuart Riser em "Plague")
- Law & Order (1997-98; 3 episódios)
- Hustle (2004–12) Albert Stroller
- Law & Order: SVU (2006, 2015; 2 episódios)
- Little Britain USA (2008; 1 episódio)
- Coronation Street (2012 como Milton Fanshaw)